# 幸福之路苏木
幸福之路苏木，是中华人民共和国内蒙古自治区赤峰市巴林右旗下辖的一个乡镇级行政单位。

## 行政区划
幸福之路苏木下辖以下地区：
幸福之路村、查干勿苏嘎查、王艾勒嘎查、敖日盖嘎查、塔拉宝拉格嘎查、关乃恩格日嘎查、阿力木吐嘠查村、乌义日吐嘎查、查干宝拉格村、海勒斯阿木嘎查、床金沟村、浩特艾里嘎查、乌苏伊很嘎查、建设村、乌兰陶勒盖村、胜利村、和日木吐村和床金嘎查。